# Playmen TV

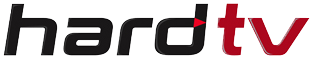
Ancien logo de HARDtv

 (mars 2018).
Playmen TV est une chaîne de télévision canadienne payante spécialisée de catégorie B pour adultes présentant principalement des films gays. Elle appartient à Fifth Dimension Properties.

## Histoire
Lors du lancement de PrideVisionTV en septembre 2001, la chaîne diffusait des émissions d'intérêt général à l'intention des Lesbiennes, gays, bisexuels et transgenres durant la journée et des films pornographiques après minuit, heure de l'est. Ceci créait un problème avec les câblodistributeurs de l'ouest canadien dont les abonnés avaient accès aux films pornographiques dès 21 h, et était conséquemment considérée comme une chaîne pour adultes plutôt qu'une chaîne style de vie par les distributeurs canadiens et était placé dans les positions où se trouvent les films pour adultes pour un abonnement d'environ 7 $ par mois.
En septembre 2004, les propriétaires de PrideVisionTV ont déposé une demande de licence pour une nouvelle chaîne pour adultes sous le nom 617. Au mois de novembre, en préparation de la nouvelle chaîne, PrideVision devenait HARD on Pridevision entre 21 h et 6 h, heure de l'est, en diffusant des films pornographiques.
La licence a été approuvée par le CRTC le 4 mars 2005. La chaîne devait originellement être lancée le 7 avril 2005, mais n'a été lancée que cinq jours plus tard, le 12 avril 2005, dû à des difficultés techniques avec les distributeurs, sous le nom de HARD on PrideVision en ne diffusant que des films pornographiques alors que PrideVision est devenu OUTtv et ne diffuse que des émissions de divertissement et style de vie. Cette transition donnait l'illusion que PrideVision est devenu un service adulte 24 heures sur 24, ce qui n'était pas le cas.
Les mercredis soirs de 21 h à 6 h étaient destinés aux films de lesbiennes sous la bannière Frisky Femmes alors que les jeudis soirs étaient destinés aux films de bisexuels sous la bannière Fluid. Ces soirées thématiques ont par la suite été abandonnées.
Le 19 juillet 2006, la maison de production Shavick Entertainment basé à Vancouver a annoncé son intention de faire l'acquisition des parts majoritaires de William Craig dans OUTtv et Hard on Pridevision. La transaction a été finalisée à l'automne. Au mois de novembre 2006, la chaîne est devenue HARDtv. Le CRTC a approuvé le 3 décembre 2009 la demande d'acquisition de la chaîne par Pink Triangle Press et Peace Point Entertainment Group.
Au printemps 2013, la chaîne est devenu Playmen TV.